# Stenobothrus bozcuki
Stenobothrus bozcuki är en insektsart som beskrevs av Battal Çiplak 1994. Stenobothrus bozcuki ingår i släktet Stenobothrus och familjen gräshoppor. Inga underarter finns listade i Catalogue of Life.